# Barkeria scandens
Barkeria scandens es una especie de orquídea epífita originaria de México.

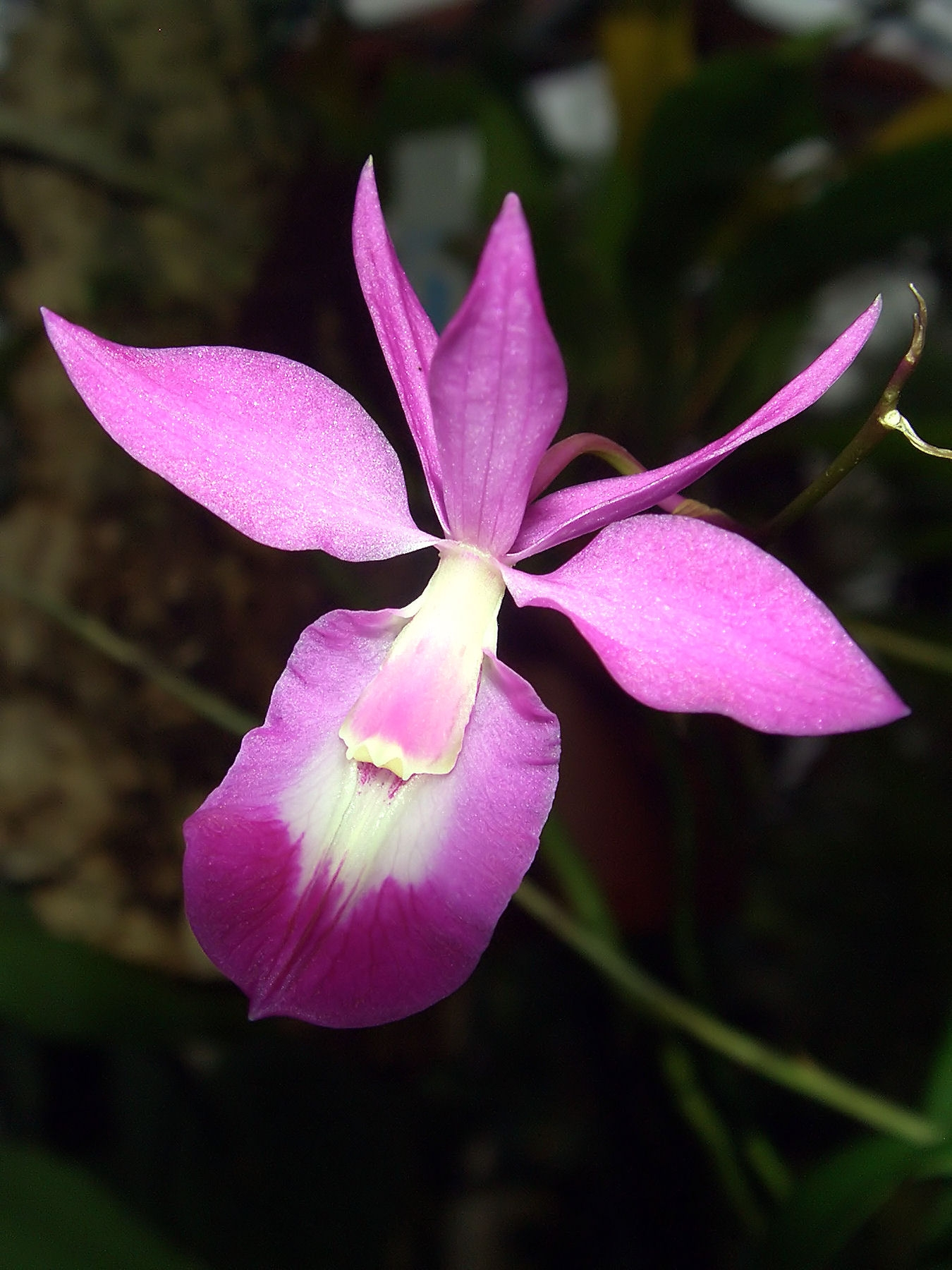
Detalle de la flor

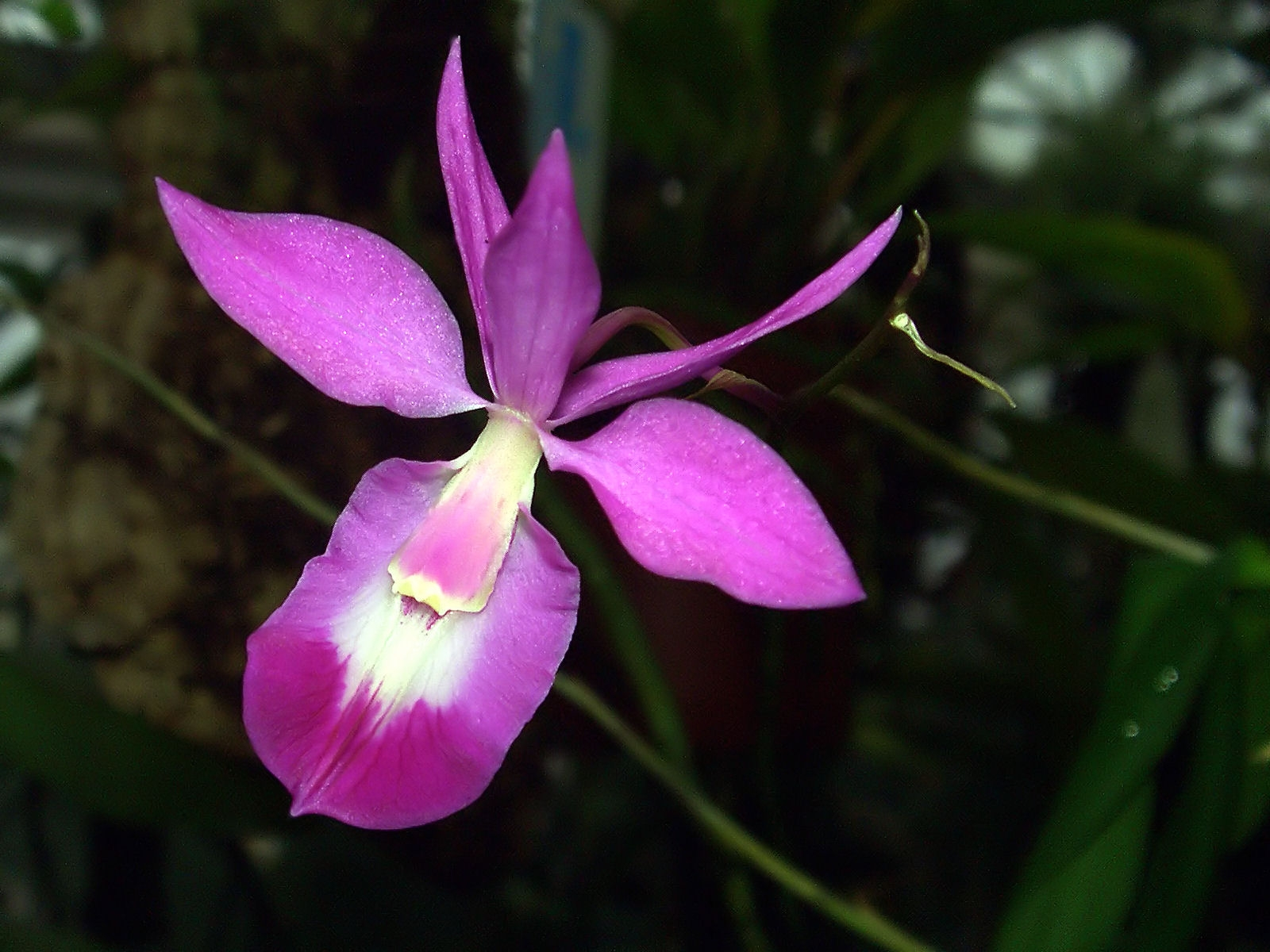
Detalle de la flor

## Distribución y hábitat
Se encuentra en Michoacán, Guerrero, Oaxaca y Estado de México en el matorral subtropical, bosques de robles secos y matorrales húmedos  a altitudes de 1.000 a 1.900 metros.

## Descripción
Es una orquídea de pequeño a gran tamaño, que prefiere el clima fresco al cálido, con hábito  epífita o litófita , con tallos cilíndricos, simpodiales y ascendentes, envueltos por vainas y que llevan 3-8 hojas, dísticas, caducas, carnosas, ovado-elípticas a lanceoladas, agudas a subagudas, abajo obtuso subcordada, de color verde bañado de púrpura, carenado debajo de las hojas. Florece en el otoño en una inflorescencia terminal, racemosa , muy delgadaa, subterete de 10 a 55 cm de largo, con 2-18 flores y que crece mejor montada sobre planchas de corcho o helechos.

## Taxonomía
Barkeria scandens fue descrita por (La Llave & Lex.) Dressler & Halb. y publicado en Orquídea (Mexico City), n.s., 6: 247. 1977.
Etimología
Ver: Barkeria
scandens: epíteto latino que significa "escalando, ascendente".
Sinónimos
- Barkeria cyclotella Rchb.f.
- Barkeria lindleyana subsp. cyclotella (Rchb.f.) Thien
- Epidendrum cyclotellum Rchb.f.
- Epidendrum lindleyanum var. cyclotellum (Rchb.f.) A.H.Kent
- Pachyphyllum scandens Lex.[4][5]